# キマダラチズガメ
キマダラチズガメ (Graptemys flavimaculata) は、爬虫綱カメ目ヌマガメ科チズガメ属に分類されるカメ。

## 分布
アメリカ合衆国（ミシシッピ州のパスカゴーラ川水系）

## 形態
甲長17.5センチメートル。オスよりもメスの方が大型になり、オスは甲長7.5 - 11センチメートル。第1 - 4椎甲板に刺状の突起（キール）がある。背甲の色彩は、オリーブ色や褐色。椎甲板や肋甲板に黄色や橙色の斑紋が入り、和名（キマダラ=黄斑）や英名の由来になっている。種小名flavimaculataは「黄色い斑紋のある」の意で、和名と同義。腹甲の色彩は淡黄色。
頭部は小型。頭部や四肢の色彩はオリーブ色。眼後部に入る斑紋と、頸部の縦縞が繋がる。

## 生態
流れが中程度か速く底質が砂や粘土の河川に生息し、日光浴ができる岸辺や水没した倒木が多い環境を好む。周年河川に生息するが、夏季に河川の周辺にある止水域に移動する個体もいる。
繁殖様式は卵生。5 - 8月に基底が砂の土手に、1回に3 - 9個の卵を年に1 - 2回（主に年1回）に分けて産む。

## 人間との関係
河川改修や浚渫工事による生息地の破壊、製紙工業からの排水による水質汚染、土砂採掘での水質汚濁による獲物の減少、アライグマやウオガラスなどの外敵に捕食される機会の増加、ペット用の採集、娯楽としての射撃による殺傷などにより生息数が減少している。1986年に連邦法により、保護の対象とされている。ルイジアナ州でも保護の対象とされ、採集や飼育・州外への持ち出しなどが厳しく制限されている。2006年にチズガメ属単位で、ワシントン条約附属書IIIに掲載されている。